# Slijpmiddel

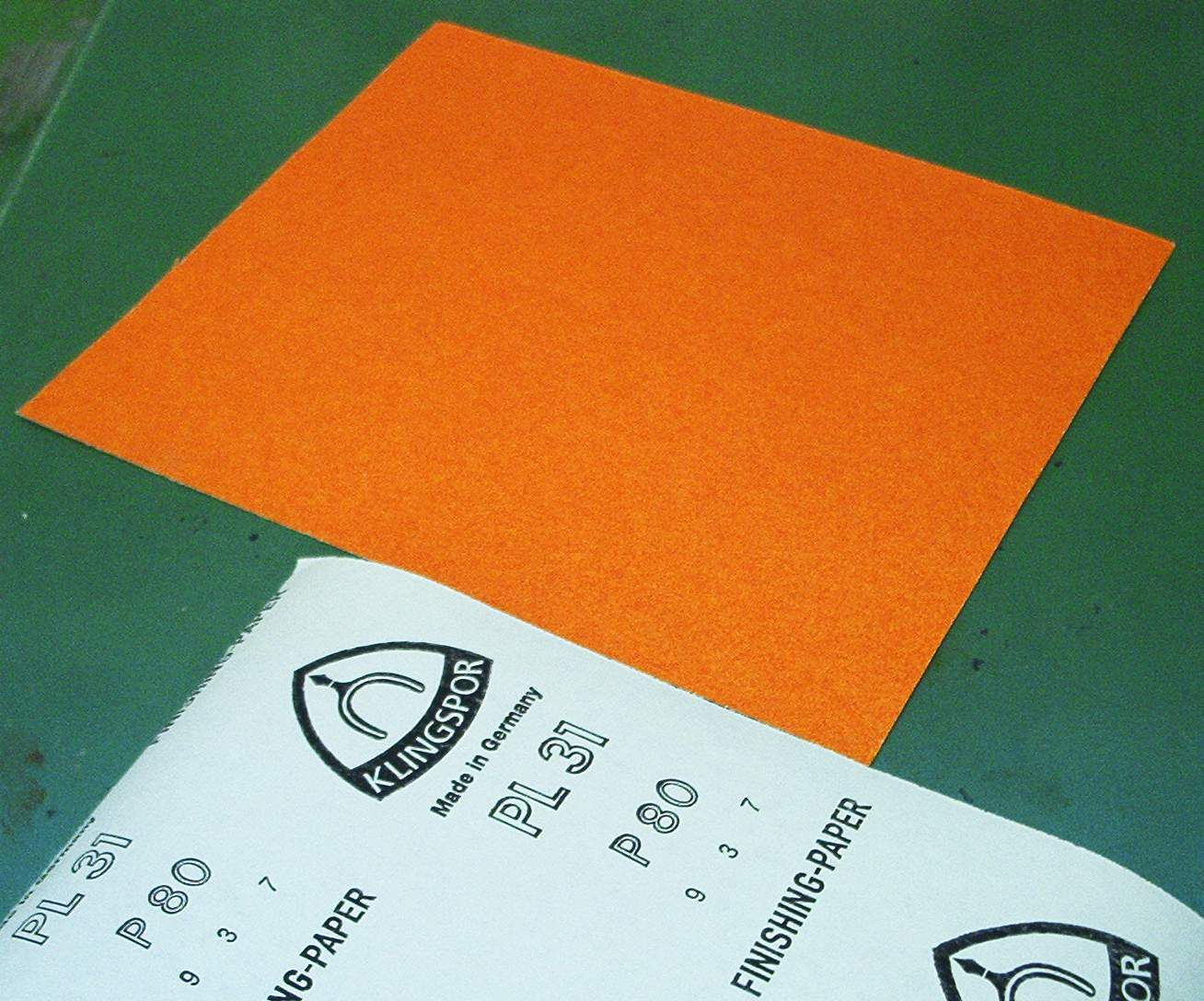
Voor en achterzijde van een vel schuurpapier

Een slijpmiddel, schuurmiddel of abrasief is een middel dat gebruikt wordt voor het slijpen, waterstraalsnijden of schuren. Meestal is het slijpmiddel harder dan het te bewerken materiaal.
Er zijn:
- niet-synthetische (natuurlijk voorkomende) slijpmiddelen, die bestaan uit kwarts, korund, amaril, granaat, natuurdiamant, en
- synthetische slijpmiddelen, siliciumcarbide, chroom(III)oxide, adamantaanachtig boornitride en synthetische diamanten.

## Eigenschappen
De slijpmiddelen bestaan uit korrels met een bepaalde afmeting. De korrelgrootte kan verkregen worden door de mineralen te breken, maar sommige hebben al de vereiste korrelgrootte. De korrelgrootte kan variëren van 0,001 mm tot 2 mm. De korrels hebben scherpe kantjes en zijn vaak puntig. Door de puntvorm kan er meer druk op het te bewerken materiaal uitgeoefend worden. Met een grotere korrel wordt meer materiaal weggehaald en blijft een ruwer oppervlak over dan met een kleinere korrel.
Een slijpmiddel moet de volgende eigenschappen bezitten:
- zeer hard en zoveel als mogelijk ook slijtvast, waardoor er hoofdzakelijk materiaal van het te bewerken materiaal verwijderd wordt. De hardheid is meestal vanaf zeven op de hardheidsschaal van Mohs. Een harder slijpmiddel werkt sneller dan een zachter, maar geeft wel een ruwer oppervlak.
- bestand zijn tegen (wisselende) temperaturen, waardoor het slijpmiddel zowel bij hoge belastingstemperatuur als ook bij snelle temperatuurwisselingen intact blijft. Door de wrijving tijdens het slijpen kunnen hoge temperaturen optreden. Daarom worden wel smeermiddelen of koelvloeistoffen gebruikt tijdens het slijpen.
- bestand zijn tegen chemische inwerking, waardoor ook bij hoge druk en temperatuur het slijpmateriaal niet verbrand of niet aangetast wordt door de slijpstof van het werkstuk.
- een grote adhesie hebben, waardoor het slijpmiddel minder snel slijt.
- makkelijk slijpstof kunnen lossen, waardoor het slijpmiddel niet volloopt.